# Fiume kormányzóinak listája

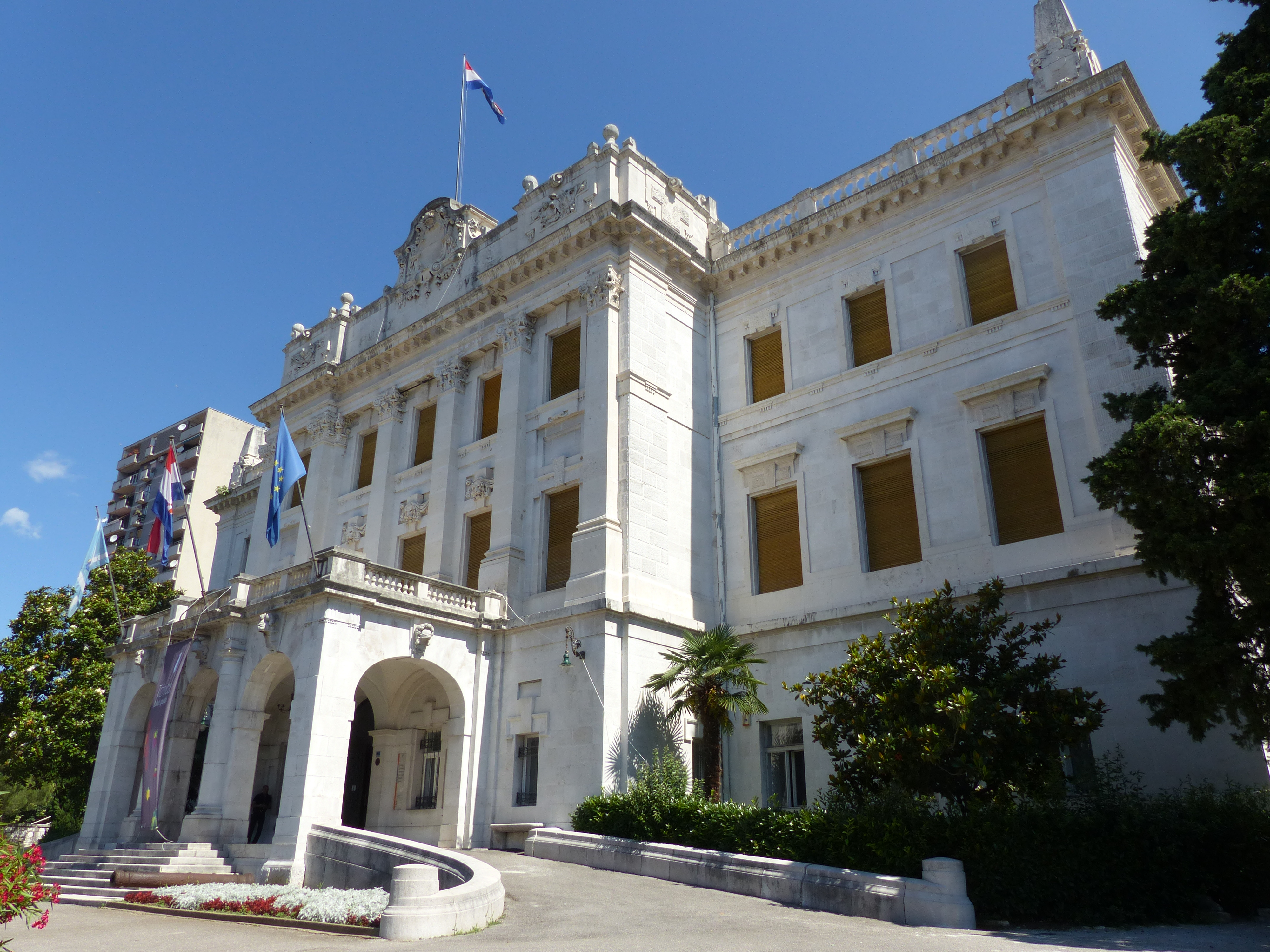
Kormányzói Palota

Fiume kormányzói Fiume város és csatolt részei kormányzója voltak, hatáskörük ugyanakkor kiterjedt a teljes horvát-magyar tengerpart tengerészeti ügyeire is. A kormányzót a mindenkori magyar király nevezte ki. Fiumét és tágabb környezetét, vagyis a magyar tengermelléket Mária Terézia csatolta Magyarországhoz egy rendeletében 1779. április 29-i hatállyal. A magyar országgyűlés meglehetősen nehezen, csak 1807-ben emelte törvényerőre ezt.
A Magyar Tengermellék a napóleoni háborúk későbbi szakaszában, a schönbrunni békeszerződés értelmében 1809–1814 között francia megszállás alá került, a Francia Császársághoz tartozó külbirtok, az Illír tartományok részeként. A francia közigazgatás bevezette a francia polgári törvénykönyvet (code civil). Miután az osztrákok 1814-ben visszafoglalták, 1816-tól az új Habsburg koronatartomány, az Illír Királyság része lett, majd 1822. július 25-én a teljes korábbi tengermelléket visszacsatolták Magyarországhoz. Az 1848–49-es forradalom és szabadságharc egyik következményeként 1849. október 24-én Horvátország egy tartományaként volt kezelve. A kiegyezés egyik hozadéka volt a magyar–horvát kiegyezés (1868), aminek értelmében Fiume város a Magyar Szent Korona Országainak csatolt része lett, míg az egykori tengermellék többi része Horvát–Szlavónország része maradt, de végleges megállapodás csak 1870-re született, így csak ekkor nevezték ki Fiume első magyar kormányzóját 1848 óta. 1920-ban, a város önálló állammá alakulásával e tisztség megszűnt.

## A tisztséget betöltők listája
| Név                      | hivatal kezdete    | hivatal vége        | párt             | megjegyzés |
| ------------------------ | ------------------ | ------------------- | ---------------- | --- |
| Majláth József           | 1779. április 29.  | 1783.               | —                | visszamenőleg 1776. október 20-a óta az akkor létrehozott rövid életű Szererin vármegye főispánjaként, aminek egyik városa volt                                                                                             |
| Almásy Pál               | 1783.              | 1788.               | —                | |
| Szapáry János            | 1788.              | 1791.               | —                | |
| Pászthory Sándor         | 1791.              | 1801.               | —                | |
| Klobusiczky József       | 1801.              | 1809. október 14.   | —                | |
| idegen fennhatóság alatt | 1809. október 14.  | 1822. július 25.    | —                | A schönbrunni béke értelmében 1809-ben az Illír tartományok fennhatósága alá került a Magyar Tengermellék, majd a napóleoni háborúk végeztével 1814-ben osztrák, majd 1822-ben újfent magyar lett.                          |
| Ürményi Ferenc           | 1822. július 26.   | 1837.               | —                | |
| Kiss Pál                 | 1837.              | 1848. április 22.   | —                | |
| Erdődy János             | 1848. április 23.  | 1848. augusztus 31. | —                | |
| horvát fennhatóság alatt | 1849. október 24.  | 1867. április 6.    | —                | Josip Jelačić a Magyar Tengermelléket 1848. augusztus 31-én elfoglalta és önkényesen Horvátországhoz csatolta, ami hivatalosan csak 1849. október 24-én történt meg, a forradalom leverése után.                            |
| Cseh Ede                 | 1867. április 6.   | 1870. július 29.    | ?                | mint királyi biztos, Ferenc József gesztusaként a magyarok felé a teljes korábbi Tengermellék területén |
| Zichy József             | 1870. július 30.   | 1872. december 5.   | Deák Párt        | A horvát-magyar kiegyezés, illetve a további megállapodások értelmében csökkentett terület, vagyis csak Fiume város és közvetlen környéke került vissza Magyarországhoz (ez az állapot a monarchia bukásáig fenn is maradt) |
| betöltetlen              | 1872. december 6.  | 1873. február 26.   | —                | |
| Szapáry Géza             | 1873. február 27.  | 1883. november 1.   | pártonkívüli (?) | |
| Zichy Ágost              | 1883. november 2.  | 1892. március 6.    | pártonkívüli (?) | |
| Batthyány Lajos          | 1892. március 7.   | 1896. október 2.    | Szabadelvű Párt  | |
| Abele Rezső              | 1896. október 3.   | 1897. július 14.    | ?                | |
| Gaál Tibor               | 1897. július 15.   | 1897. november 23.  | ?                | kormányzóhelyettesként a kormányzóság vezetője |
| Szapáry László           | 1897. november 24. | 1903. augusztus 2.  | Szabadelvű Párt  | egy vesztegetési botrányba bukott bele |
| Gaál Tibor               | 1903. augusztus 3. | 1903. december 10.  | ?                | kormányzóhelyettesként a kormányzóság vezetője |
| Roszner Ervin            | 1903. december 11. | 1905. február 17.   | Szabadelvű Párt  | |
| Gaál Tibor               | 1905. február 18.  | 1905. október 17.   | ?                | kormányzóhelyettesként a kormányzóság vezetője |
| Szapáry Pál              | 1905. október 18.  | 1905. december 26.  | ?                | |
| Gaál Tibor               | 1905. december 27. | 1906. április 4.    | ?                | kormányzóhelyettesként a kormányzóság vezetője |
| Károlyi György           | 1906. április 5.   | 1906. április 24.   | Szabadelvű Párt  | hivatalát nem foglalta el, kinevezése után egy héttel a Szabadelvű Párt is megszűnt, így Gaál Tibor vezette tovább kormányzóhelyettesként a kormányzóságot                                                                  |
| Nákó Sándor              | 1906. április 25.  | 1909. december 7.   | Alkotmánypárt    | |
| Wickenburg István        | 1909. december 8.  | 1917. július 31.    | pártonkívüli (?) | 1910. november 13-ig kormányzóhelyettes, majd kormányzó |
| Jekelfalussy Zoltán      | 1917. augusztus 1. | 1918. október 29.   | ?                | |

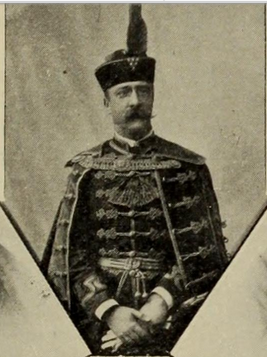
Abele Rezső
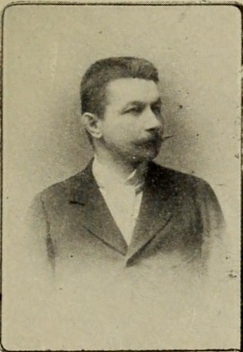
Wickenburg István
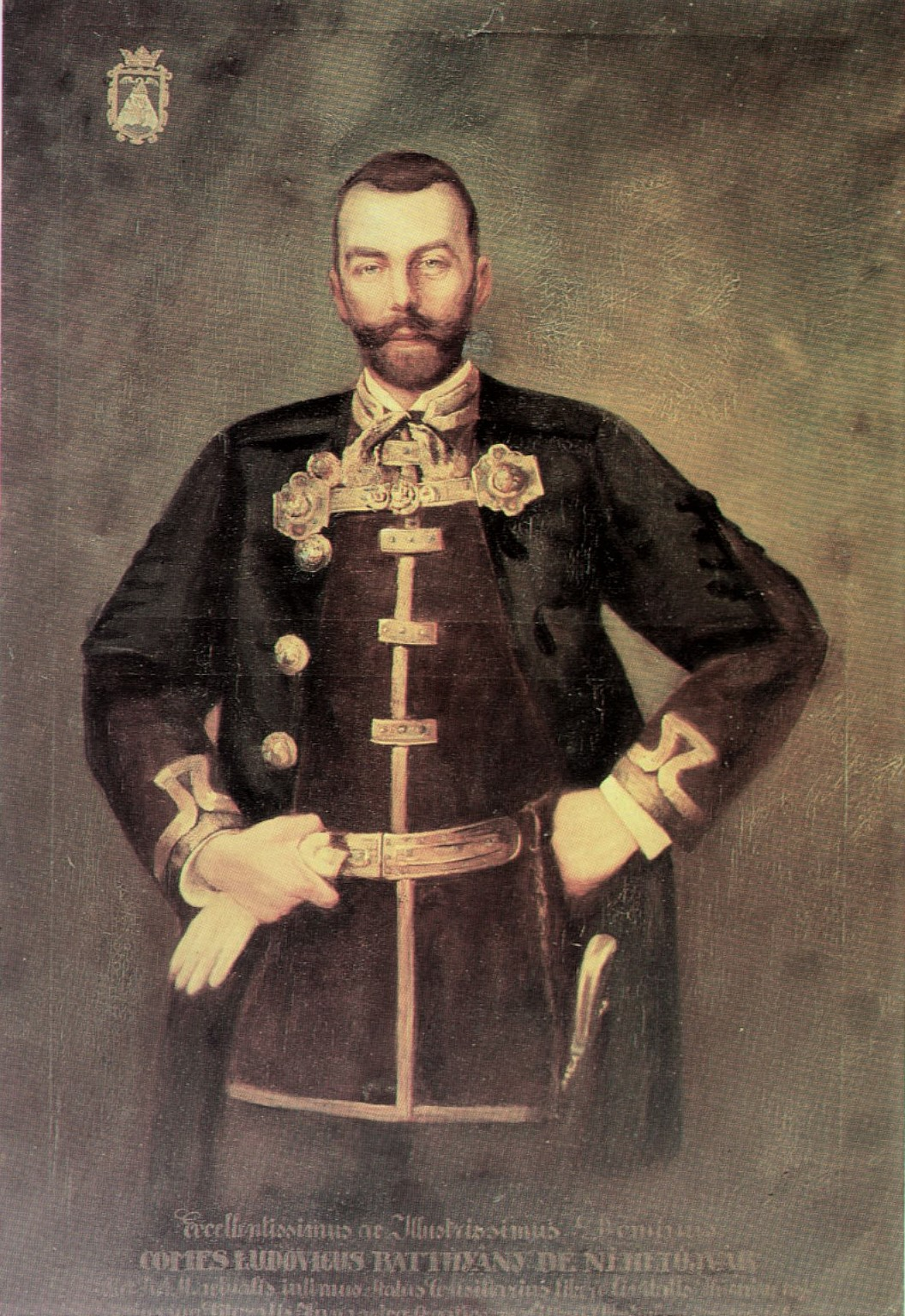
Batthyány Lajos
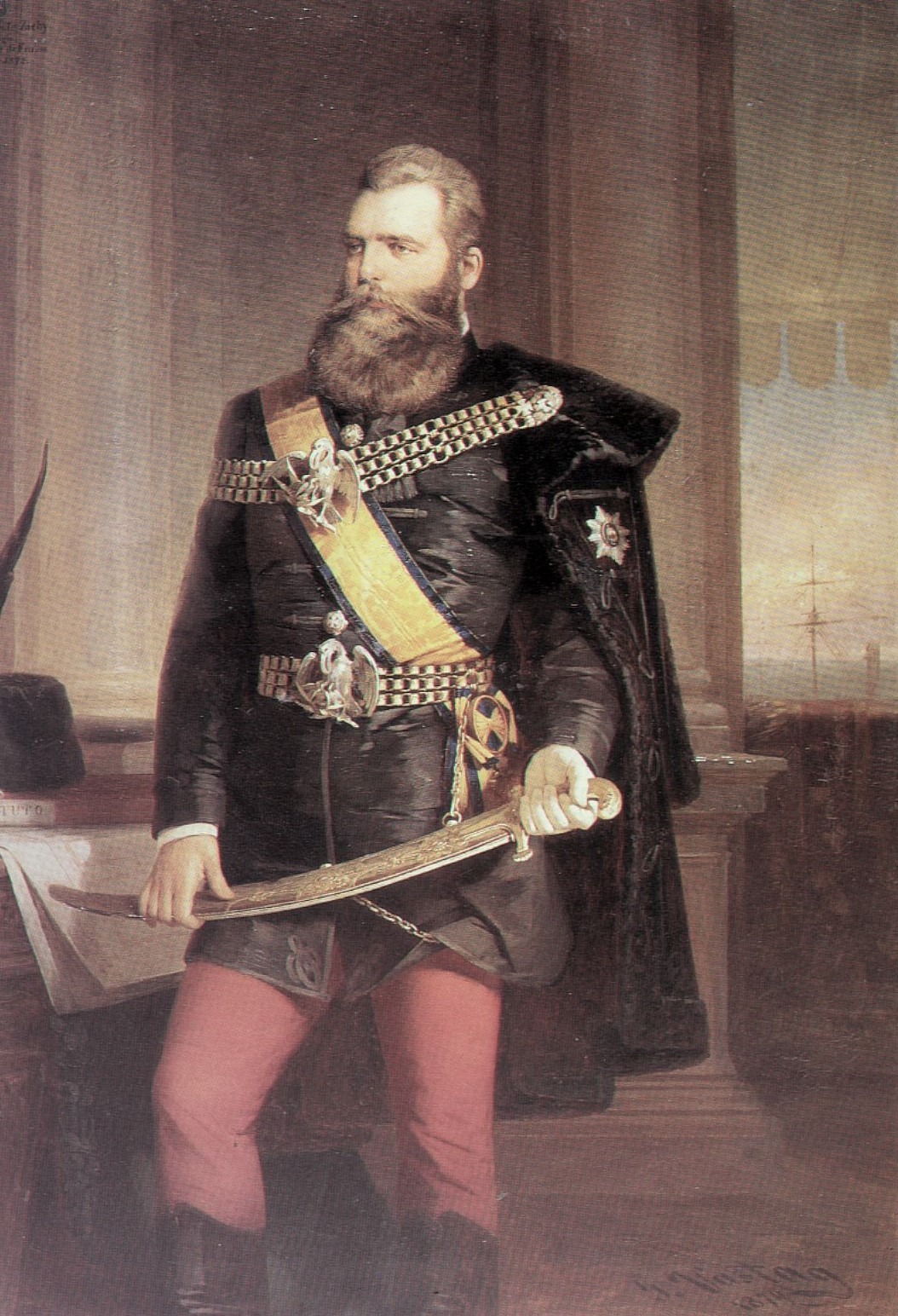
Zichy József
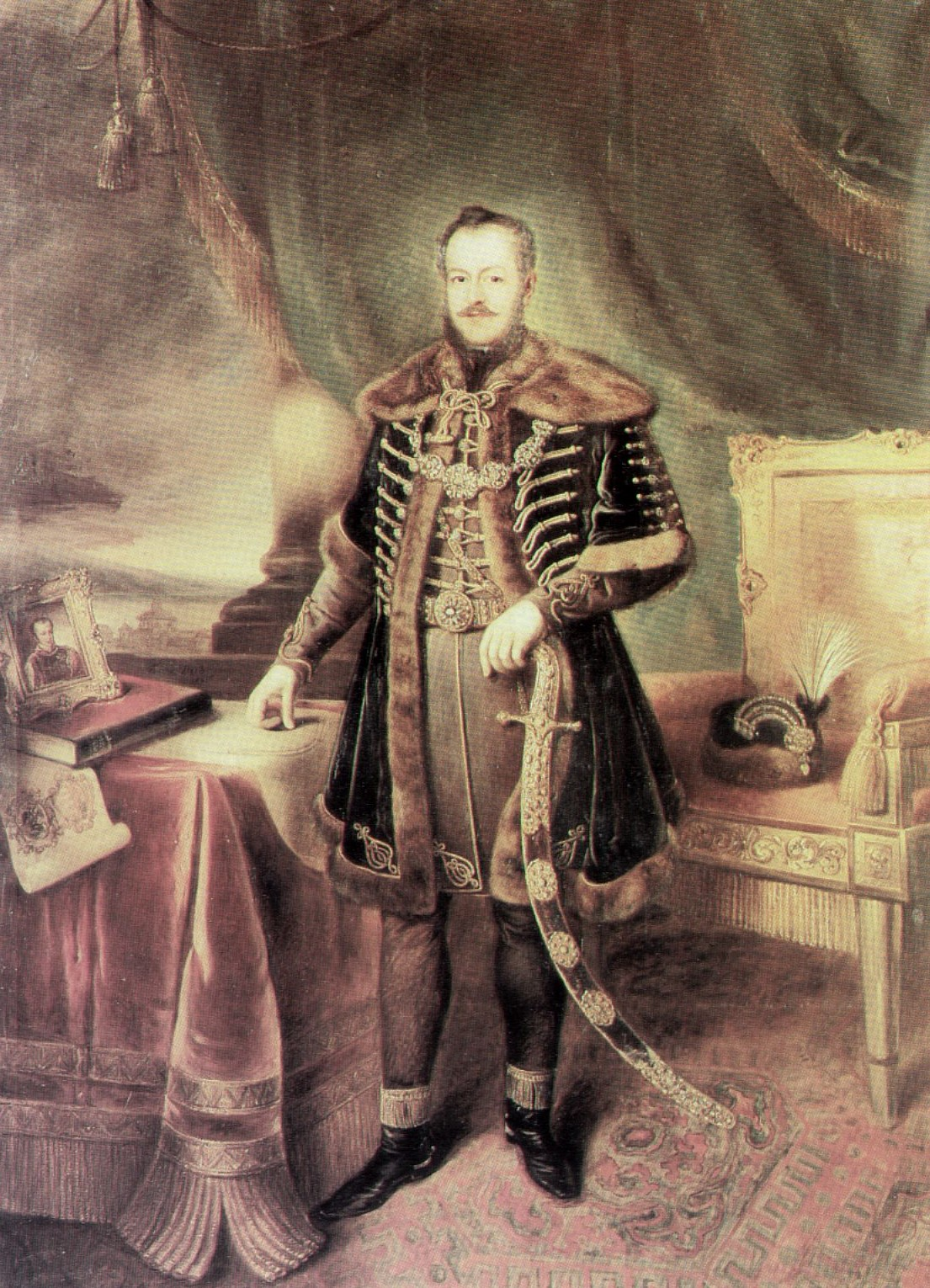
Kiss Pál
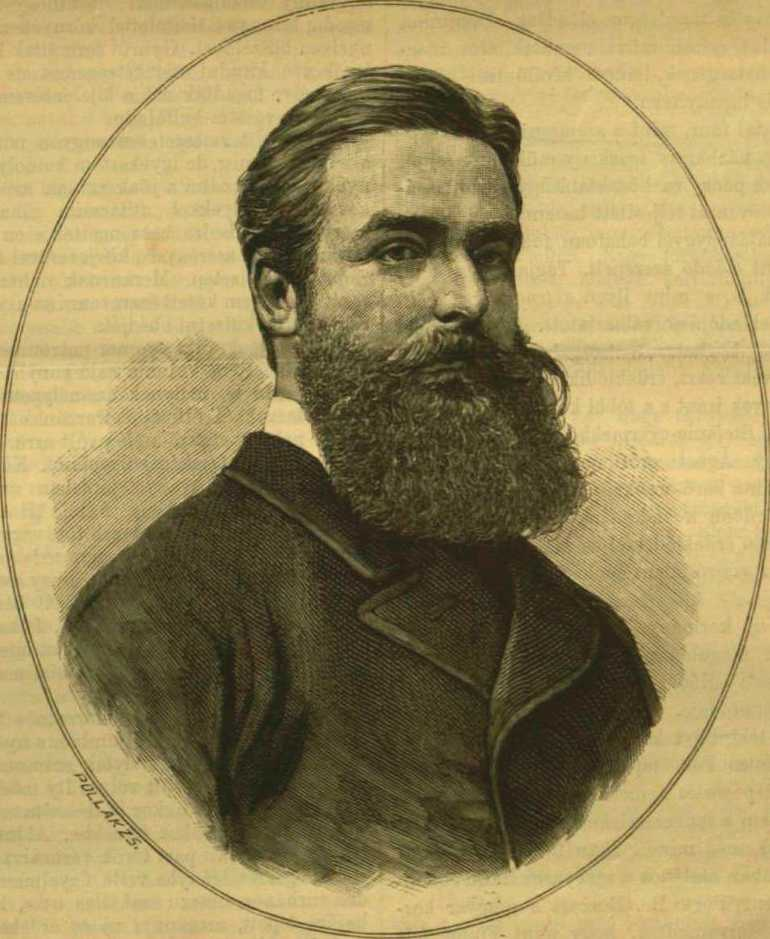
Zichy Ágost
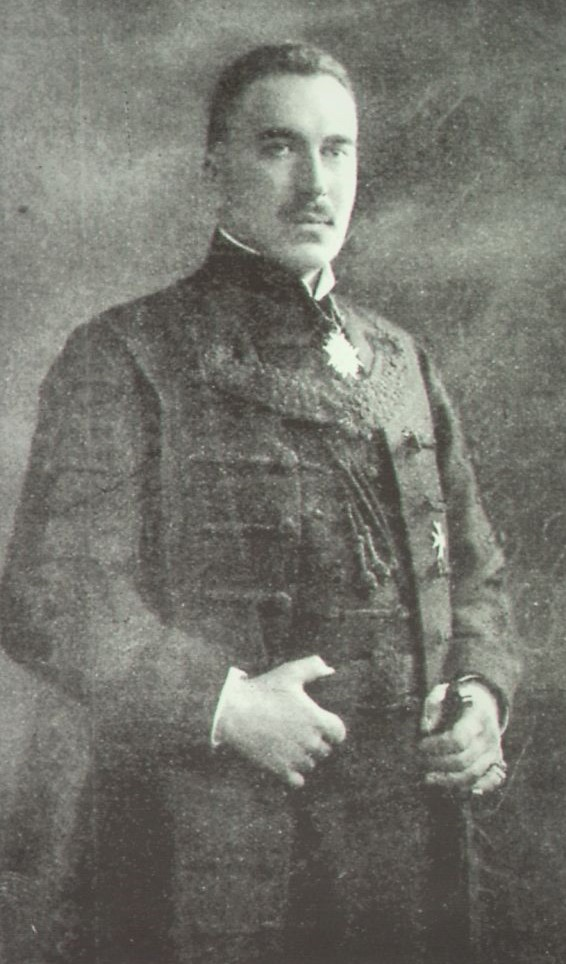
Jekelfalussy Zoltán